# LV Campeonato Nacional e Internacional Abierto Mexicano de Ajedrez
El LV campeonato nacional e internacional abierto mexicano de ajedrez se llevó a cabo en la ciudad de Toluca, Estado de México del 7 al 13 de abril de 2009, con 18 categorías, desde la infantil de menores de 8 años hasta la senior de 50. Es organizado por la Federación Nacional de Ajedrez de México (FENAMAC) y confronta año tras año a los mejores jugadores de México y a varios internacionales follados peana